# Cluster Computing
Cluster Computing is een internationaal, aan collegiale toetsing onderworpen wetenschappelijk tijdschrift op het gebied van parallel programmeren, met name van computerclusters. De naam wordt in literatuurverwijzingen meestal afgekort tot Cluster Comput. Het wordt uitgegeven door Springer Science+Business Media. Het eerste nummer verscheen in 1998.